# Katrina Bowden

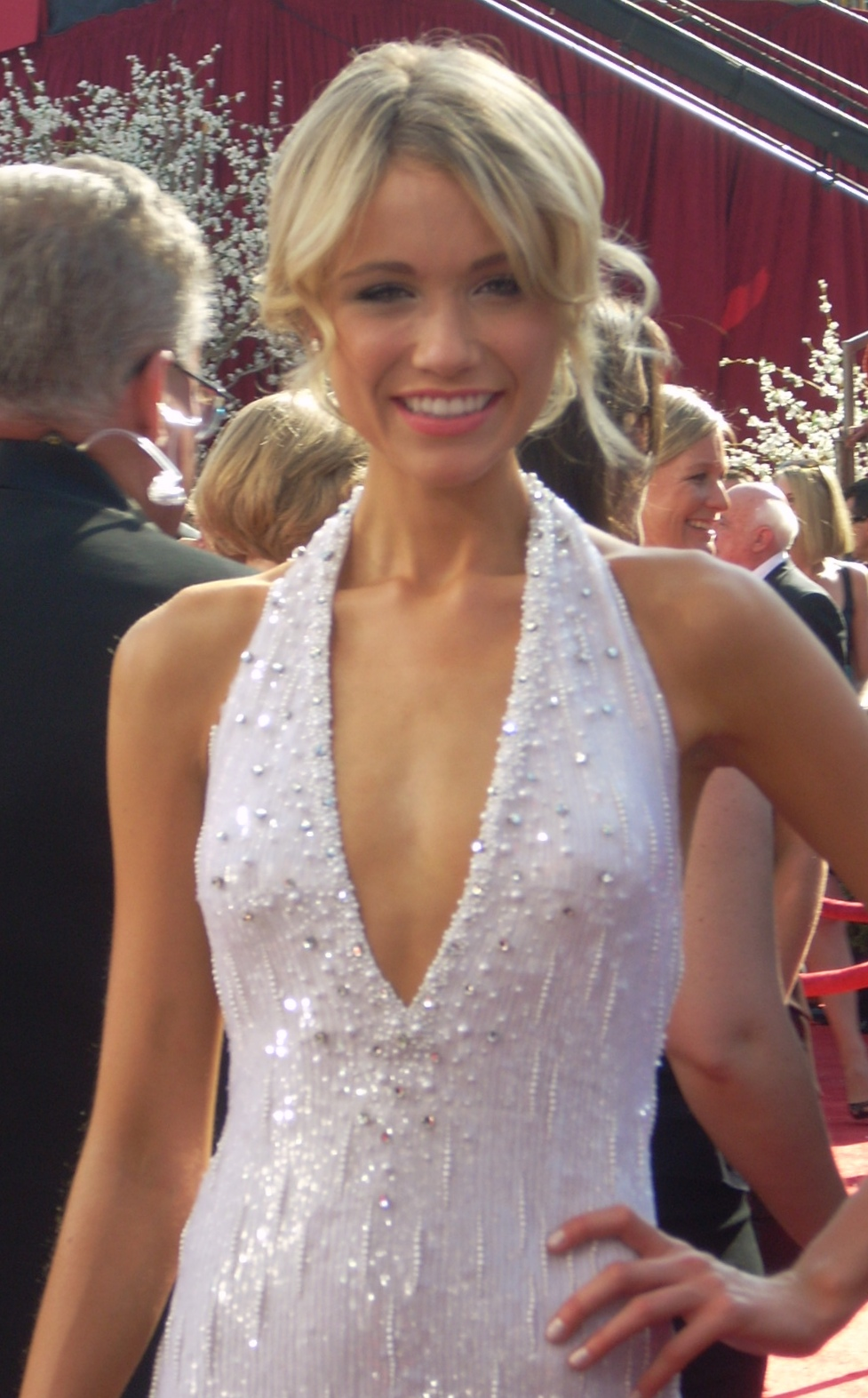
Katrina Bowden (2008)

Katrina Bowden (ur. 19 września 1988 w Wyckoff) – amerykańska aktorka, która wystąpiła m.in. w filmach Tucker i Dale kontra zło, American Pie: Zjazd absolwentów i serialach  Rockefeller Plaza 30 i Bez zasad.

## Filmografia

### Filmy
| Rok  | Tytuł                           | Rola               | Uwagi       |
| ---- | ------------------------------- | ------------------ | ----------- |
| 2008 | Sekspedycja                     | Ms. Tasty          |             |
| 2009 | Ratko: The Dictator’s Son       | Holly              | film DVD    |
| 2009 | The Shortcut                    | Christy            | film DVD    |
| 2010 | Tucker i Dale kontra zło        | Allison            |             |
| 2012 | American Pie: Zjazd absolwentów | Mia                |             |
| 2012 | Pirania 3DD                     | Shelby             |             |
| 2012 | Hold Your Breath                | Jerry              | film DVD    |
| 2013 | Movie 43                        | Girl on Blind Date |             |
| 2013 | Straszny film 5                 | Natalie            |             |
| 2013 | Perwersyjna siostra             | Danni              |             |
| 2013 | A True Story                    | Deanna             |             |
| 2014 | Hard Sell                       | Bo                 |             |
| 2016 | Monolith                        | Sandra             |             |
| 2016 | The Last Film Festival          | Young Starlet      |             |
| 2017 | Misfortune                      | Madame Maxine      | krótkometr. |
| 2018 | Fishbowl California             | Tess               |             |
| 2019 | The Divorce Party               | Jan                |             |
| 2019 | Prime                           | Madeline           | krótkometr. |
| 2020 | Nocne łowy                      | Juliet Delaney     |             |
| 2020 | Killing Diaz                    | Deanna             | film DVD    |
| 2020 | Definition Please               | Crystal Cane       |             |
| 2021 | Born a Champion                 | Layla              |             |
| 2021 | Senior Moment                   | Kristen            |             |
| 2021 | Great White                     | Kaz                |             |

### Telewizja
| Rok     | Tytuł                              | Rola                  | Uwagi              |
| ------- | ---------------------------------- | --------------------- | ------------------ |
| 2006    | Prawo i porządek: sekcja specjalna | Danna Simpson         | 1 odc.             |
| 2006    | Tylko jedno życie                  | Britney Jennings      | 2 odc.             |
| 2007    | Reckless Behavior: Caught on Tape  | Bronson Girl          | film TV            |
| 2007    | Świry                              | Coed                  | 1 odc.             |
| 2010    | Brzydula Betty                     | Heather               | 1 odc.             |
| 2010    | Nick Swardson’s Pretend Time       | Hilary                | 1 odc.             |
| 2011    | CollegeHumor                       | Julie                 | 1 odc.             |
| 2012    | Jess i chłopaki                    | Holly                 | 1 odc.             |
| 2006–13 | Rockefeller Plaza 30               | Cerie                 | w gł. obs.         |
| 2015    | I Killed My BFF                    | Shane Riley           | film TV            |
| 2015    | Bez zasad                          | Fortune               | w gł. obs.         |
| 2017    | Framed By My Fiance                | Jenny                 | film TV            |
| 2017    | Once Upon a Date                   | Tiffany Holland       | film TV            |
| 2018    | Love on the Slopes                 | Alex                  | film TV            |
| 2018    | Dirty John                         | Cindi                 | 1 odc.             |
| 2019    | I Am the Night                     | Blondynka             | miniserial; 1 odc. |
| od 2019 | Moda na sukces                     | Florence “Flo” Fulton | w gł. obs.         |